# Eurobarometru
Eurobarometrul este o serie de sondaje de opinie publică derulate frecvent de Comisia Europeană, începând cu anul 1973. Aceste sondaje adresează o gamă largă de probleme legate de Uniunea Europeană din statele membre ale acesteia.
Rezultatele sondajelor sunt publicate de Direcția Generală de Comunicare a Comisiei Europene. Baza de date Eurobarometru este una dintre cele mai mari din lume.

## Legături externe
- Cross-national survey programmes[nefuncțională]
 historical overview and links to resources (GESIS)